# Usall (familia)
La familia Dusay o en catalán : Usall, es una ilustre familia catalana que tuvo como miembros, en el siglo XII, a Ramón Dusay, obispo de Gerona; y en el siglo XIII a Eymeric de Usall, embajador y familiar del rey; y otros que ejercieron importantes responsabilidades, tales como: veguer, virrey de Cerdeña, Diputado general de Cataluña, o Conseller en cap de Barcelona.
El título nobiliario de Marquesado de Monistrol de Noya (en catalán: Monistrol d'Anoia) es un título nobiliario español creado por el rey Carlos IV, el 4 de julio de 1796, a favor de Francisco de Paula de Dusay y de Mari (1758-1825), con la denominación inicial de Marqués de Dusay, que se cambió por la actual. 
El primer marqués, Francisco de Paula de Dusay y de Mari (1758-1825), era químico. Estuvo 35 años vinculado a la Real Academia de Ciencias y Artes de Barcelona, primero como secretario general (1789-1804) y luego vicepresidente (1820-1824). Presentó estudios sobre la metalúrgia (1787), el platino (1788), sobre el arte del vidrio (1792) y sobre el académico y artista Juan González (1800). También fue concejal de Barcelona (1796). Su padre era Francisco Félix de Dusay y de Fivaller.